# Nathaniël Will
Nathaniël Will est un footballeur néerlandais, né le 16 février 1989 à Lelystad. Il évolue au poste d'arrière latéral.

## Palmarès
Vierge

## Statistiques
| Saison    | Club          | Pays           | Championnat       | Coupes nationales | Coupes continentales |
| --------- | ------------- | -------------- | ----------------- | ----------------- | -------------------- |
| 2010-2011 | NEC Nimègue   | Eredivisie     | 28 matchs / 1 but | 1 match           | -                    |
| 2011-2012 | NEC Nimègue   | Eredivisie     | 21 matchs         | 1 match           | -                    |
| 2012-2013 | NEC Nimègue   | Eredivisie     | 19 matchs         | 1 match           | -                    |
| 2013-2014 | De Graafschap | Eerste divisie | 26 matchs         | 5 matchs / 1 but  | -                    |
| 2014-2015 | De Graafschap | Eerste divisie | 11 matchs         | 5 matchs / 1 but  | -                    |
| 2015-2016 | De Graafschap | Eredivisie     | 28 matchs / 1 but | 4 matchs          | -                    |
| 2016-2017 | De Graafschap | Eerste divisie | 16 matchs         | 1 match           | -                    |

Dernière mise à jour le 26/02/2017